# استوان کارل استوانسون
استوان کارل استوانسون (‎/ˈstɛfən ˈstɛfənsən/‎ STEF-ən STEF-ən-sən؛ ‏ ایسلندی: [ˈstɛːfaun ˈkʰartl̥ ˈstɛːfaunsɔn]؛ ‏ ۱۰ ژوئیه ۱۹۷۵ – ۲۱ اوت ۲۰۱۸) بازیگر تئاتر، تلویزیون و سینمای اهل ایسلند بود.